# Sternberg
Sternberg – miasto w Niemczech, w kraju związkowym Meklemburgia-Pomorze Przednie, w powiecie Ludwigslust-Parchim, siedziba Związku Gmin Sternberger Seenlandschaft.

## Współpraca
- Lütjenburg, Niemcy